# 赫基默 (纽约州)
赫基默（Herkimer）是美国纽约州赫基默县的一个镇，位于由提卡东南部。 它以尼古拉斯·赫基默命名。 2010年人口普查的人口为10,175人。
该镇还有一个叫赫基默的村庄。 赫基默县社区学院位于赫基默村。